# Yom (rivière)
Pour les articles homonymes, voir Yom.

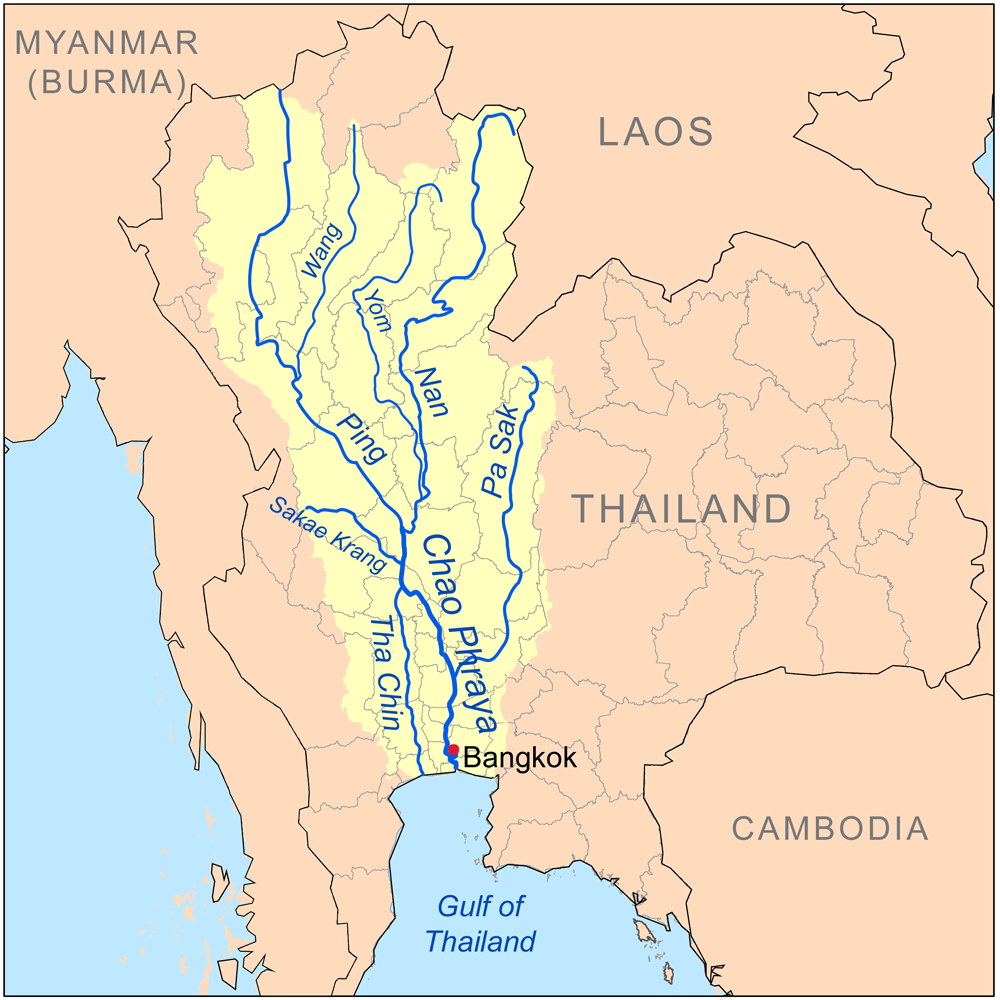
Carte du Bassin de la Chao Phraya, avec ses principaux affluents.

La Yom (thaï : ยม) est le principal affluent de la Nan, une des deux rivières thaïlandaise à l'origine de la Chao Phraya. Elle prend sa source dans le district de Pong, dans la province de Phayao. Au sortir de cette province, elle traverse la province de Phrae et la province de Sukhothai, dont elle est la principale ressource en eau, avant de se jeter dans la Nan dans le district de Chum Saeng, dans la province de Nakhon Sawan.

## Affluents
Les affluents de la Yom comprennent la Pong, la Ngao, la Ngim, la Sin, la Suat, la Pi, la Mok, la Phuak, la Ramphan, la Lai, la Khuan et la Kam Mi.

## Bassin versant
La Yom et ses affluents drainent une surface totale de 23 616 km² dans les provinces de Sukhothai, de Phitsanulok, de Phichit, de Phrae et de Lampang. Le bassin de la Yom fait partie de celui de la Nan, et donc de celui de la Chao Phraya.

## Parc national
La Yom traverse le parc national Mae Yom dans la province de Phrae.